# Мещеряков, Тимофей
Тимофей Мещеряков (казнен в декабре 1670 году) — казачий атаман, один из руководителей казацко-крестьянского восстания под предводительством Степана Разина.

## Биография
Происхождение Т. Мещерякова (Мещеряка) достоверно неизвестно. Мещеряками называли часто поволжских татар-мишарей, селения которых были в целом ряде уездов Центральной России, в том числе на Тамбовщине.
В конце октября 1670 года тамбовский воевода Я. Т. Хитрово сообщил в Разрядный приказ о волнениях в Тамбовском и Шацком уездах. Крестьяне и служилые люди, по словам воеводы, «завели бунт… и стали побивать всяких чинов людей и животы их грабить. И… великого государя казну… и трубы и литавры, и пистоли и карабины взяли». Керенский воевода Артамон Безобразов в своей отписке Якову Хитрово сообщал сведения о том, что Степан Разин отправил в поход на Тамбов 400 человек под командованием атамана Василия Серебрякова.
Слухи о отправке на Тамбовщину разинского отряда стали для жителей Тамбовского уезда сигналом для начала восстания. Восстание крестьян началось 21 октября 1670 года в деревне Печинищи, в окрестностях Шацка, затем перекинулось в Тамбовский уезд. Мятежники избрали своим опорным пунктом село Алгасово. 23 октября тамбовский воевода Яков Хитрово с отрядом выступил из Тамбова в карательный поход против мятежников. Ратные люди встретили яростное сопротивление «казаков… солдатов и мужиков бунтовщиков», которые «стали обозом» и держали оборону по всем правилам военного искусства. Во главе мятежников стоял полковой казак Тимофей Мещеряков. Яков Хитрово осадил повстанческий лагерь и стал обстреливать его из пушек. В конце концов царский воевода «село Алгасово велел… зажечь», и только это вынудило восставших сложить оружие. Я. Т. Хитрово не подверг их расправе, как можно было бы ожидать. Он счел за лучшее привести всех захваченных в плен «к вере». Атаман Тимофей Мещеряков со своими людьми принес присягу на верность царю и обязался прекратить восстание. Тамбовский воевода Я. Т. Хитрово отпустил Т. Мещерякова с товарищами восвояси. Воеводе было на руку, чтобы Мещеряков и остальные в Тамбовском уезде по селам и деревням «сказывали, что вместо смерти дан живот и вина им отдана». По мысли Хитрово, «видя б такую… милость, иные… ни на какую воровскую прелесть не прельщались».
Тимофей Мещеряков, получив свободу, возобновил вооруженную борьбу. Он собрал пятитысячное войско, в рядах были преимущественно «Тамбовского уезду розных сел и городовых слобод служилые люди и крестьяне» окрестных деревень, и расположился близ Тамбова. 27 октября 1670 года второй тамбовский воевода Е. А. Пашков писал усманскому воеводе И. Маслову о том, что «воровские казаки и мятежники танбовских сел, всяких чинов люди, идут к Танбову большим собраньем наскоро, и чаеть-де их приход к Танбову к нынешнему числу и ночи». Е. Пашков обращался за поддержкой к воеводам Умани, Козлова и Воронежа.
29 октября 1670 года повстанческое войско под командованием Тимофея Мещерякова подошло к Тамбову и осадило город. В течение четырех дней повстанцы стояли под стенами и требовали, чтобы Еремей Пашков «город здал без бою». Пашков вступил с повстанцами в переговоры в надежде выиграть время. Известием о приближении правительственных отрядов он внес замешательство в ряды повстанцев. Теперь уже Пашков начал диктовать условия и хитростью добился того, что Мещеряков «с товарыщи» вновь присягнули на верность государю и обещали «ни х какому воровству не приставать». Осада с Тамбова была снята.
В начале ноября 1670 года в Тамбовский уезд пришли разинские казаки с Хопра и Дона. Они стали лагерем в Верхоценской волости, куда к ним стали прибывать поддержавшие восстание крестьяне Тамбовщины. Среди них был и вновь нарушивший присягу Тимофей Мещеряков. 11 ноября Т. Мещеряков во главе своего отряда участвовал в новой осаде Тамбова. 11-16 ноября восставшие предприняли несколько попыток взять Тамбов. «…Те воры и изменники, — писал в Разрядный приказ Еремей Пашков, — приступали к Танбову денно и ночно жестокими приступы и город зажигали безпрестанно, и острог взяли, и башню острожную и острог и дворы многие пожгли». На помощь Е. Пашкову были направлены царские воеводы И. В. Бутурлин и А. И. Еропкин с военными отрядами.
В своей отписке в Разрядный приказ полковые воеводы И. В. Бутурлин и А. Еропкин перечисляли руководителей всех повстанцев в Тамбовском уезде. Это были Тимофей Мещеряков, его брат Василий, Андрей Серебряченок (Серебряк), Василий Гайдук и поп Иван. Атаман Т. Мещеряков поддерживал связь с другим атаманом М. Харитоновым, стоявшим в Керенске. По просьбе Мещерякова Харитонов отправил к нему на помощь к Тамбову один из своих отрядов.
В Москве с негодованием узнали о тройной измене Т. Мещерякова и требовали принять по отношению к нему самые крутые меры. В грамоте из Разрядного приказа на имя И. В. Бутурлина Т. Мещерякову был заочно вынесен смертный приговор, но до приведения его в исполнение следовало его и Гаврилу Корноухова «роспросить и пытать накрепко и огнём жечь». В грамоте оговорено и то, как именно они должны быть казнены: «…при многих лю-дех… им обсечь руки по локоть, а ноги по колени», а затем повесить.
На подступах к Тамбову царский воевода Иван Васильевич Бутурлин смог сильно потеснить разобщенные силы мятежников. В донесении одного из царских воевод говорится, что при приближении Бутурлина восставшие «розбежались испод Тамбова в розные места», а расправиться с повстанческими отрядами и преследовать их поодиночке карателям было куда легче. В начале декабря 1670 года Т. Мещеряков, А. Серебряченок, а также многие другие рядовые участники восстания были схвачены. Царское правительство подтвердило вынесенный Мещерякову ранее смертный приговор. Та же участь постигла и ближайших его товарищей. Мещеряков, как пишет в Разрядный приказ И. Бутурлин, при допросе «во всем запирался». В декабре того же 1670 года полковой атаман Тимофей Мещеряков вместе со своими соратниками был казнен.